# Харківський Слобідський Кіш
Харківський Слобідський кіш — українська козацька військова формація періоду І Визвольних змагань, підрозділ Запорізького корпусу армії УНР.

## Передумови формування
24 липня 1918 р. рада міністрів Української Держави ухвалила закон про загальний військовий обов'язок та затвердила план організації армії, підготовлений генеральним штабом. 8 корпусів, що складали кістяк армії, мали формуватись за територіальним принципом. 7-м корпусом повинен був стати Харківський.
16 жовтня 1918 р. окремим універсалом гетьман відновив козацтво в Чернігівській і Полтавській губерніях та на Слобожанщині. Цим самим було де-юре закріплено існування Українського Вільного Козацтва на цих землях. Згідно з універсалом, до козаків належали нащадки козаків, але в частини могли вступати й не-козаки. Козаки кожної губернії складали кіш на чолі з кошовим отаманом, який підпорядковувався гетьманові. У кожному коші було декілька полків.
Але повноцінне формування кошу закінчилося лише у листопаді 1918 р. З падінням Гетьманату Скоропадського кіш став підрозділом Запорізького корпусу армії УНР.

## Склад кошу
Командиром кошу став ветеран російсько-японської війни, прапорщик запасу, отаман Вільного Козацтва Харківщини Іван Кобза.

Іван Кобза, отаман Харківського Слобідського Кошу

Штаб коша складався з наступних старшин:
- заступник командира кошу — полковник  Воронів (він же командир 2-го Охтирського полку)
- начальник штабу — поручник Олекса Павлович Костюченко
- помічник начальника штабу — Олександров
- начальник постачання — Іван Панченко
- комендант штабу — поручик Петро Самойлів
- старшина для доручень — поручик Квітка

Кіш складався з 4 полків:
- Харківського (командир — полковник князь Сіверський)
- Охтирського (командир — полковник Воронів)
- Богодухівського (командир — полковник Перетятько)
- Сумського (командир полку Кречет)

Кіш майже повністю складався зі студентів і офіцерів. Звичайних козаків було лише до 5 %.
При коші був кінний відділ, командиром якого був сотник Поборчий.
Державним комісаром кошу був поручик Гаєвський.

## Бойовий шлях
16 січня 1919 р. кіш вийшов з Харкова, з боями пройшов Полтавщину, згодом воював під Шполою, Тальним, Уманню і Збаражем. Останніми українськими містами, де кіш складав залогу, були ст. Помішна і Тирасполь.
Перейшовши румунський кордон, кіш був розформований. Частина особового складу пішла до інших полків, а більшість — до 24-го полку ім. Сагайдачного Запорізької дивізії.